# 梅本晃子
梅本 晃子（うめもと あきこ、1970年6月11日 - ）は、京都府出身のタレントである。
京都大学農学部卒業後バスガイドをしていたが、1999年に松竹芸能に入社入門、タレント活動を始める。
血液型：O型、身長：163cm、体重：48kg、スリーサイズ：B83 W59 H88 靴24.0

## テレビ
- 京都最新情報（関西テレビ☆京都チャンネル）

## CM
- 日本直販可動式バイザー